# Gonomyia (Gonomyia) irianensis
Gonomyia (Gonomyia) irianensis is een tweevleugelige uit de familie steltmuggen (Limoniidae). De soort komt voor in het Australaziatisch gebied.